# Decreto 349
El Decreto 349 es una ley cubana de 2018 que exige que los artistas obtengan un permiso previo para exposiciones y actuaciones públicas y privadas.  La ley fue propuesta por primera vez el 20 de abril de 2018 por el presidente cubano Miguel Díaz-Canel y fue publicada en la Gaceta de Cuba el 10 de julio.
La ley otorga al gobierno el derecho de cerrar las ventas de arte y libros, exposiciones, conciertos y espectáculos que contengan contenido prohibido. En particular, la ley prohíbe el arte que contenga «lenguaje sexista, vulgar y obsceno» y el arte que utilice «símbolos nacionales» para «contravenir la legislación vigente». Los inspectores del gobierno multan a quienes infringen la ley y confiscan las obras de arte que contravienen la ley.  Los artistas también tienen prohibido vender obras de arte sin la aprobación del gobierno.
La ley entró en vigor el 7 de diciembre de 2018.  Un grupo de artistas denominado Movimiento San Isidro se formó en septiembre de 2018 para protestar contra la ley.  